# Alopecurus mucronatus
Alopecurus mucronatus är en gräsart som beskrevs av Eduard Hackel. Alopecurus mucronatus ingår i släktet kavlen, och familjen gräs. Inga underarter finns listade i Catalogue of Life.